# Villars-sur-Glâne
Pour les articles homonymes, voir Villars.
Villars-sur-Glâne est une commune suisse du canton de Fribourg, située dans le district de la Sarine.

## Géographie

### Situation
Le territoire de Villars-sur-Glâne s'étend sur 5,49 km2. Lors du relevé de 2013-2018, les surfaces d'habitations et d'infrastructures représentaient 54,2 % de sa superficie, les surfaces agricoles 25,5 %, les surfaces boisées 18,1 % et les surfaces improductives 1,6 %.
Villars-sur-Glâne comprend les localités de Cormanon, La Glâne et Les Daillettes. Elle est limitrophe de Matran, Corminboeuf, Givisiez, Fribourg, Marly et Hauterive. Elle fait partie du périmètre de l'Agglomération de Fribourg.
Les rivières de la Sarine et de la Glâne se rejoignent aux limites de Villars-sur-Glâne, avant de poursuivre en direction du Lac de Pérolles et des méandres dans la ville de Fribourg[réf. nécessaire].
Voisine de la ville de Fribourg, elle correspond à l'entrée sud de la ville[réf. souhaitée].

### Transports
- Réseau de bus urbain et interurbain, dont les lignes 2, 5, 11, 7 des Transports Publics Fribourgeois.
- Sur la ligne ferroviaire Lausanne - Fribourg - Berne
- Autoroute A12 (Vevey-Fribourg-Berne)  7 (Fribourg-Sud)
- Piste cyclable Transagglo

## Toponymie
Nommée Villars-sur-Glâne dès 1789, ses anciens noms étaient Vilar en 1143, Vilar lo Torel en 1228, Vilar le Terriour en 1366 et Wyler ob der Glanen en 1652,. Son ancien nom allemand, Glanewiler, ainsi que son appellation en patois fribourgeois Velâ-chu-Yanna, ne sont plus utilisés dans le langage courant.

## Histoire
Les vestiges les plus anciens sur la commune datent du VIIe siècle av. J.-C. Les archéologues y ont retrouvé des poteries grecques d'Italie du Nord et du Nord de la France au lieu-dit de Châtillon, ce qui laisse penser que le site était un lieu de passage important sur la Sarine[réf. nécessaire].
On y trouve aussi plusieurs tumulus de l'époque de Hallstatt, dont l'un des plus grands de suisse ; le tumulus de Moncor.
Possession du comté de Gruyère, la commune est achetée par Fribourg en 1442 et fait partie à ce titre des Anciennes Terres. Elle fait ensuite partie du district de Fribourg de 1798 à 1848, puis de celui de la Sarine.
Les premiers statuts communaux datent de 1737.

## Politique
Le Conseil communal (exécutif) de la commune est formé de 9 conseillers communaux (3 PDC-Le Centre, 1 PLR, 3 PS, 1 VERT, 1 PCS). Il est présidé par le syndic Bruno Marmier.
Le Conseil général (législatif). Il est composé de 50 membres : 12 PDC-Le Centre, 10 PLR, 3 PVL, 13 PS, 2 CG-PCS, 10 VERTS. Les grands dossiers en cours concernent la fiscalité, le développement et l'aménagement du territoire, ainsi que les relations institutionnelles avec les communes voisines (agglomération, fusion).

## Population et société

### Gentilés et surnom
Les habitants de la commune se nomment les Villarois ou les Villardous.
Ils sont surnommés les Inquiettés.
Les habitants du quartier de Bertigny se nomment les Bertignans.

### Démographie

#### Évolution de la population
Villars-sur-Glâne compte 12 328 habitants au 31 décembre 2022 pour une densité de population de 2 246 hab/km2. Sur la période 2010-2019, sa population a augmenté de 7,3 % (canton : 15,5 % ; Suisse : 9,4 %).  

#### Pyramide des âges
En 2020, le taux de personnes de moins de 30 ans s'élève à 35,7 %, au-dessus de la valeur cantonale (35,2 %). Le taux de personnes de plus de 60 ans est quant à lui de 22,5 %, alors qu'il est de 22 % au niveau cantonal.
La même année, la commune compte 5 971 hommes pour 6 248 femmes, soit un taux de 48,9 % d'hommes, inférieur à celui du canton (50,1 %).
| Hommes | Classe d’âge | Femmes |
| ------ | ------------ | ------ |
| 0,5    | 90 ans ou +  | 0,8    |
| 6,3    | 75 à 89 ans  | 8,4    |
| 13,9   | 60 à 74 ans  | 15,0   |
| 22,0   | 45 à 59 ans  | 21,5   |
| 20,5   | 30 à 44 ans  | 19,7   |
| 19,6   | 15 à 29 ans  | 18,1   |
| 17,2   | - de 14 ans  | 16,5   |

| Hommes | Classe d’âge | Femmes |
| ------ | ------------ | ------ |
| 0,4    | 90 ans ou +  | 1,0    |
| 5,9    | 75 à 89 ans  | 7,4    |
| 14,5   | 60 à 74 ans  | 14,8   |
| 22,2   | 45 à 59 ans  | 21,9   |
| 21,0   | 30 à 44 ans  | 20,6   |
| 19,1   | 15 à 29 ans  | 18,3   |
| 17,0   | - de 14 ans  | 16,0   |

### Sport
- TC Aiglon ;
- Badminton-Club Villars-sur-Glâne ;
- Boxe Villars-sur-Glâne ;
- FC Villars-sur-Glâne ;
- FTC Villars-sur-Glâne ;
- TBC StreetConcept ;
- Villars Basket.

## Économie
Les zones industrielles de la commune abritent en particulier une manufacture horlogère (Cartier), une grande centrale laitière (Cremo) ainsi qu'une usine fabriquant des appareils de mesure pour l'industrie aéronautique, une usine de fabrication de machines d'impression et une entreprise pharmaceutique. Elles fournissent de nombreux emplois.

## Culture et patrimoine

### Héraldique
| Blason | Blasonnement : D'azur au sautoir d'argent accompagné en chef d'une fleur de lis du même. |

### Théâtre et musique

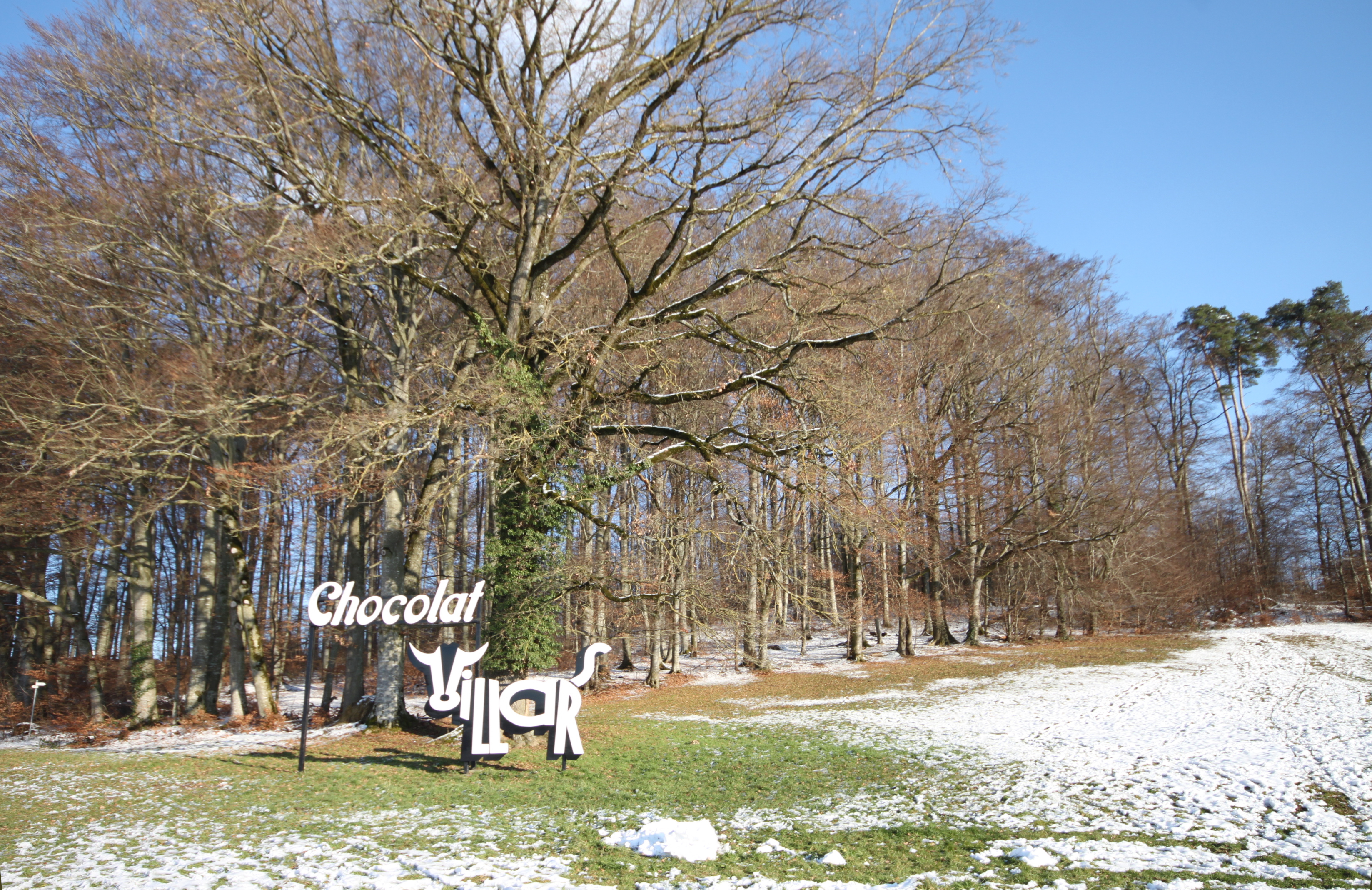
La vache de Villars, par Martin Peikert, à Villars-sur-Glâne.

- L'Espace Nuithonie est une salle de spectacles qui peut accueillir plusieurs types de manifestations. Il occupe le bâtiment créé lors d'Expo02 à Bienne pour la compagnie Mummenschanz.
- L’Ensemble vocal de Villars-sur-Glâne est un grand chœur symphonique de 90 choristes, spécialisé dans les oratorios et autres œuvres de musique sacrée.
- Les Concerts de l'Avent, présentant depuis plus de 30 ans chaque dimanche de l'Avent des concerts de grande renommée, de musique vocale et instrumentale.